# Venda Jovem-Portugal
A Venda Jovem-Portugal foi uma estrutura orgânica de reunião da organização secreta de carácter político-religioso Carbonária Portuguesa.

## Origem Histórica
O nome é proveniente e tem origem em Itália (carbonari - carvoeiros) que é uma das pioneiras da fundação da Carbonária enquanto associação secreta e que exerceu neste país a sua principal actividade desde o fim do sec XVIII a meados do século XIX, durante o período histórico que denomina-mos por Risorgimento, no qual apareceu o movimento Jovem Itália, fundada por Giuseppe Mazzini.
Tal como este movimento, a Carbonária Portuguesa, tinha como objetivo transformar Portugal numa república democrática, mediante a promoção de uma revolução geral no Estado que considerava reacionário e tinham palavras de ordem e valores semelhantes como: progresso, igualdade jurídica e fraternidade.

## Na Carbonária Portuguesa[1]
Nesta organização a Venda Jovem-Portugal assumiu e concentrou durante anos a acção secreta e era a organização quem manteve o prestígio e bom nome da Carbonária Portuguesa.
Era uma organização tradicional de acesso limitado e todos os seus membros possuem o grau de Mestre Sublime, o mais elevado dessa organização, sendo que o mesmo só era conferido por distinção, embora nem todos os que o possuissem pudessem fazer parte desta estrutura.
Prefeitamente invisivel, os seus membros não se conheciam uns aos outros, era órgão supremo da Carbonária Portuguesa, que se reunia quando era preciso tomar decisões importantes como alterações e reformas na estrutura interna, eleger ou exonerar o seu Grão-Mestre e depor a Alta-Venda ou tomar linhas de acção e de rumo importantes no respeitante à acção revolucionária.
O seu Presidente honorário era o Grão-Mestre que era o único dos seus membros que comunicava com a Alta-Venda e que assistia a todas as sessões deste órgão.